# Mengang
Mengang es una comuna camerunesa perteneciente al departamento de Nyong-et-Mfoumou de la región del Centro.
En 2005 tiene 8031 habitantes, de los que 2144 viven en la capital comunal homónima.
Se ubica junto a la carretera N10, unos 50 km al este de la capital nacional Yaundé.

## Localidades
Comprende, además de la ciudad de Mengang, las siguientes localidades:
- Akolo
- Atong
- Awaé
- Biyombo
- Ebassi
- Ebolakounou
- Edou
- Efoulan
- Ekok
- Ekoko
- Ekoua I
- Emvong
- Essong
- Koundessong
- Koundou
- Mengou
- Messa
- Mfoumassi
- Miende
- Mimbang
- Ngoulemakong
- Nkolbeck
- Nkolseng
- Omgbwang